# Coelogyne pempahisheyana
Coelogyne pempahisheyana là một loài thực vật có hoa trong họ Lan. Loài này được H.J.Chowdhery mô tả khoa học đầu tiên năm 2004.